# 卢拉赫
吉尔·乔姆汉之子卢拉赫（中世纪盖尔语：Lulach mac Gille Coemgáin；Modern Gaelic: Lughlagh mac Gille Chomghain，英语化简称：Lulach，早于1033年 - 1058年3月17日），被以绰号称作“不幸王”（中世纪盖尔语：Tairbith），并并评价为“头脑简单”或“愚蠢的”（中世纪盖尔语：Fatuus）。卢拉赫作为阿尔巴国王，于1057年8月15日至1058年3月17日间在位。
卢拉赫似乎是个软弱无能的国王，这从他的绰号中亦可看出。然而，他也是史书中第一位被记载下加冕情形的苏格兰国王。1057年8月，卢拉赫在斯昆加冕。
卢拉赫是苏格兰的格罗琪之子，后者起初曾嫁给莫瑞家族族长吉尔·乔姆汉。卢拉赫被过继给麦克白。1057年，在麦克白阵亡后，其支持者将卢拉赫推上宝座。卢拉赫的统治仅仅维持了数月，随即遭马尔科姆三世暗杀、篡位。
据信他被埋葬在愛奧那島一处庙宇周边。确切墓址已经无从考察。